# Dornier Do 23
Dornier Do 23 byl německý dvoumotorový bombardér z 30. let 20. století, navazující přímo na předchozí typy Dornier Do 11 a Dornier Do 13.

## Vznik
Předchůdce Do 23, Do 13C, trpěl několika závažnými konstrukčními problémy, které vedly i k vážným haváriím. Řešením tohoto problému měl být výrazně upravený prototyp Do 13E, zalétaný v září 1934. Celý duralový drak byl zesílen, rozpětí křídla zkráceno, navíc ještě obdrželo pomocné vzpěry, byly užity odsazené vztlakové klapky a křidélka systému Junkers, pod vodorovný stabilizátor přibyly nastavitelné svislé plošky, fungující v případě vysazení jednoho z motoru jako trimovací. Výrazně byl změněn hlavní podvozek, který byl nyní pevný s kapotovanými koly. Letoun zůstal čtyřmístný (dva piloti, navigátor/střelec/bombometčík, radista a zadní střelec). Po statických a letových testech byl zadán do výroby s novým označením Do 23.

## Vývoj
Jako první se v továrně ve Friedrichshafenu začala stavět varianta Do 23F s pohonnými jednotkami BMW VId chlazenými vodou o výkonu 551 kW. Původní objednávka 222 kusů Do 13 byla převedena na nový typ, přičemž „Třináctek“ vzniklo pouze 10. První Do 23F byl zalétán na jaře 1935 a ještě během tohoto roku se do výroby dostala definitivní verze Do 23G. Od Do 23F se odlišovala pouze instalací glykolem chlazených motorů BMV VIu se čtyřlistými dřevěnými vrtulemi. Výzbroj třemi pohyblivými kulomety MG 15 ráže 7,92 mm v příďovém otevřeném střelišti, v obdobném na hřbetě trupu za křídlem a v polozakrytém ve výstupku pod trupem zůstala stejná.
Výroba Do 23F a G byla ukončena již v závěru roku 1935, přičemž starší verze F byly následně modifikovány na standard G.
Na jednom Do 23G firma Dornier testovala zdvojené ocasní plochy pro Do 17, na jiném společnost AEG zařízení pro elektromagnetické ničení námořních magnetických min. Pro Minensuchstaffeln pak bylo několik strojů modifikováno, které sloužily do roku 1940, než je nahradily podobně upravené letouny Junkers Ju 52/3m (MS).

## Nasazení
Do 23G tvořily výzbroj například Kampfgruppe č. 153, 154 a 155, od roku 1936 však postupně začaly přecházet k různým pilotním, navigátorským, radiooperátorským a střeleckým školám (např. FFS (B) 4, FFS (C)1 až 5, FFS (C) 9 a Fl. Sch. D. Lw (S) 1 a 2). U Fallschirmschule 1 a 2 složily k výcviku výsadkářů. V době mnichovské krize v roce 1938 bylo ještě několik desítek u prvoliniových KG.
Před válkou byly tři exempláře dodány jako bombardéry maďarskému letectvu, které je však užívalo jako školní. U leteckých škol Luftwaffe většina Do 23G končila během roku 1942, některé jsou zaznamenány ve stavu ještě roku 1944.

## Specifikace

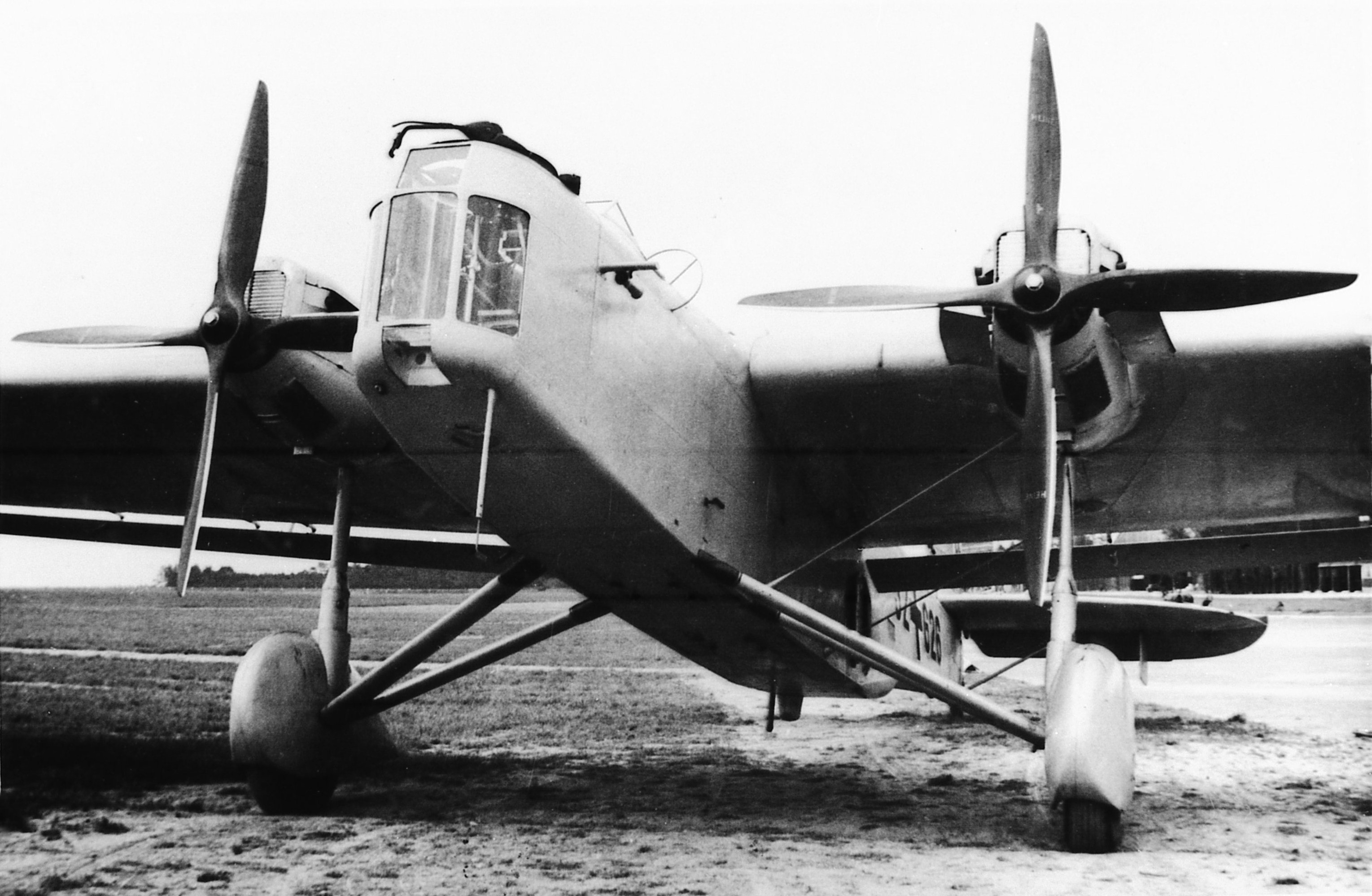
Dornier Do 23 (32+626)

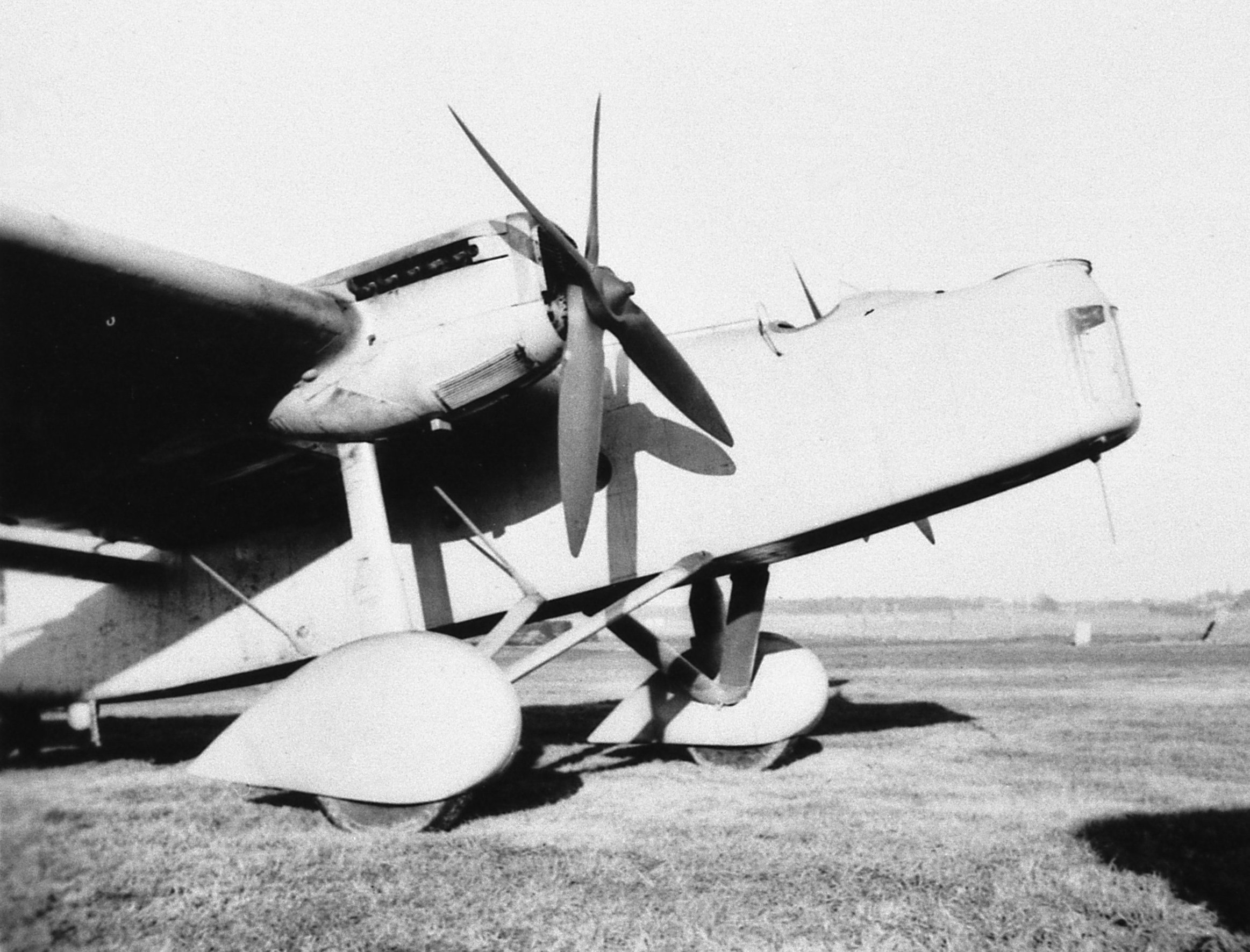
Dornier Do 23 (WL+AJYS)

Údaje dle

### Technické údaje
- Osádka:
- Rozpětí: 25,60 m
- Délka: 18,80 m
- Výška: 5,40 m
- Nosná plocha: 106,60 m²
- Prázdná hmotnost: 6 480 kg
- Vzletová hmotnost s přetížením: 9 200 kg
- Pohonná jednotka:

### Výkony
- Maximální rychlost u země: 260 km/h
- Minimální rychlost: 87 km/h
- Výstup do 1000 m: 5,00 min
- Výstup do 3000 m: 20,50 min
- Dostup: 4200 m
- Dolet: 1350 km

### Výzbroj
- Kulomety: 3 x MG 15 ráže 7,92 mm
- Bomby: 1000 kg (v interní pumovnici)